# Porto Nacional
Porto Nacional es un municipio del estado brasileño de Tocantins, que tenía 49.146 habitantes en 2010.